# Propietats intrínseques i extrínseques
En ciència i enginyeria, una propietat intrínseca és una propietat d'un subjecte especificat que existeix en si mateix o dins del subjecte. Una propietat extrínseca no és essencial ni inherent al subjecte que s'està caracteritzant. Per exemple, la massa és una propietat intrínseca de qualsevol objecte físic, mentre que el pes és una propietat extrínseca que depèn de la força del camp gravitatori on es col·loca l'objecte.

## Aplicacions
A la ciència de materials, una propietat intrínseca és independent de la quantitat d'un material present i és independent de la forma del material, per exemple, una peça gran o una col·lecció de partícules petites. Les propietats intrínseques depenen principalment de la composició química fonamental i de l'estructura del material. Les propietats extrínseques es diferencien perquè depenen de la presència de contaminants químics evitables o defectes estructurals.
En biologia, els efectes intrínsecs s'originen a l'interior d'un organisme o cèl·lula, com ara una malaltia autoimmunitària o la immunitat intrínseca.
En electrònica i òptica, les propietats intrínseques dels dispositius (o sistemes de dispositius) són generalment aquelles que estan lliures de la influència de diversos tipus de defectes no essencials. Aquests defectes poden sorgir com ara una conseqüència de les imperfeccions de disseny, errors de fabricació o extrems operatius i pot produir propietats extrínseques distintives i sovint indesitjables. La identificació, optimització i control de propietats intrínseques i extrínseques es troben entre les tasques d'enginyeria necessàries per aconseguir un alt rendiment i la fiabilitat dels sistemes elèctrics i òptics moderns.